# Государственный переворот Густава III

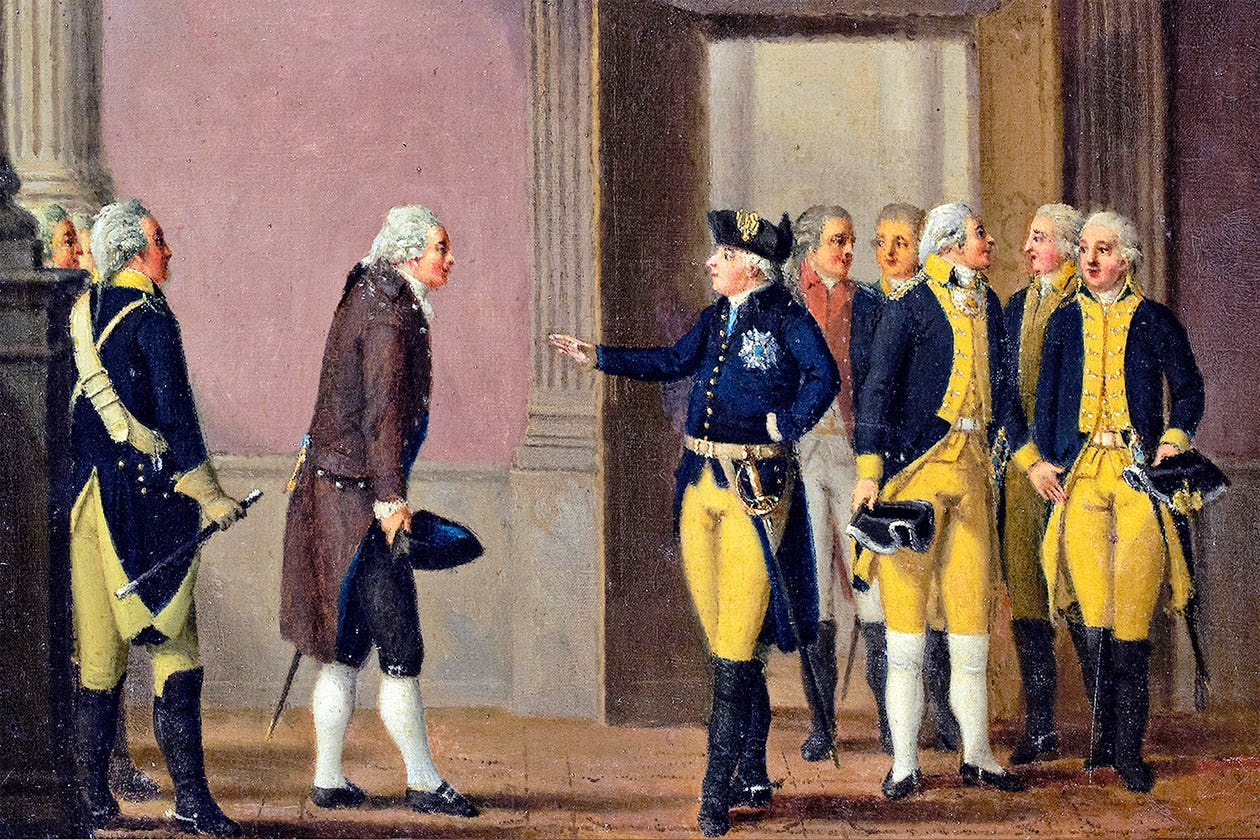
Густав III во время переворота

Государственный переворот Густава III — государственный переворот, произошедший 19 августа 1772 года в Швеции.
В некоторых источниках это событие называется революцией 1772 года в Швеции.

## История
Густав III, став королем в феврале 1771 года после смерти своего отца короля Адольфа Фредрика, сразу же отправился в Париж, где помимо бесед с философами и знатными дамами договорился с французскими политиками о поддержке в задуманном им монархическом перевороте. Длившаяся полстолетия «эра свободы» привела к ослаблению Швеции и ожесточённой борьбе двух партий — «колпаков» и «шляп». Вернувшись на родину, Густав предпринял попытку примирить эти политические группировки. 21 июня 1771 года он открыл очередную сессию парламента и в своей речи призвал фракции к сотрудничеству, вызвавшись быть посредником между ними. Однако «колпаки», имевшие большинство в риксдаге, продолжали вести свою политику, направленную, по мнению короля, на фактическое поглощение Швеции Россией. Сохранить независимость страны мог только немедленный государственный переворот.
Помощь Густаву III предложил финский дворянин Якоб Магнус Спренгтпортен. Он планировал захватить крепость Свеаборг, затем со своими людьми переправиться в Швецию, встретить Густава около Стокгольма и ночью напасть на столицу и под штыками вынудить риксдаг принять новую конституцию. К заговорщикам присоединился другой противник «колпаков» — Юхан Кристофер Толль. Он предложил одновременно с Финляндией поднять восстание в провинции Сконе и захватить Кристианстад. Принц Карл, младший брат Густава, должен был выступить с армией как бы против мятежников, а затем перейти на их сторону и напасть на Стокгольм с юга.
6 августа 1772 года Карл успешно захватил Кристианстад, а 16 августа Спренгтпортен взял Свеаборг. 16 августа лидер «колпаков» Туре Рудбек узнал о восстании в Сконе. Спренгтпортен не мог выбраться из Финляндии по погодным условиям, Толль был далеко, лидеры «шляп» бежали, и Густав решил действовать в одиночку. Утром 19 августа он собрал верных офицеров и направился к арсеналу. По пути к нему присоединились ещё несколько групп сторонников. Общее число людей у Густава достигло двухсот человек. Он заставил их принести присягу на верность. Затем отряд ворвался во дворец и арестовал членов государственного совета вместе с Рудбеком. Столица была взята без единого выстрела. На следующий день Густав проехал по улицам города, где его встретили толпы восторженных людей. 21 августа, при всех регалиях, Густав взошёл на трон, со свойственным ему красноречием произнес перед депутатами риксдага речь, обвинив их в продажности и отсутствии патриотизма, огласил основы новой конституции и распустил парламент.

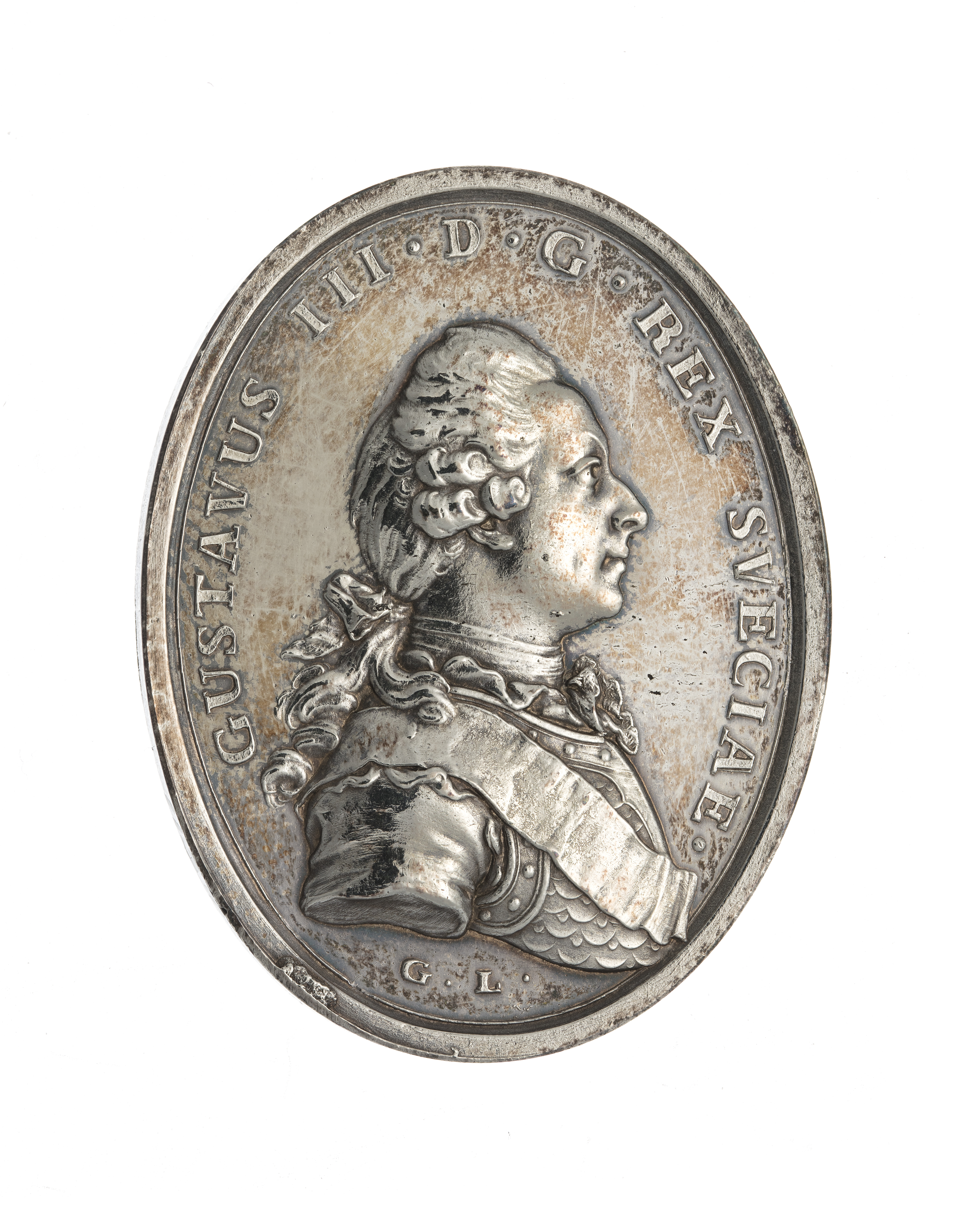
Революционная медаль

Памятный перстень

По случаю своего успеха Густав III распорядился выпустить серебряную и золотую революционную медаль, которые носились на белой ленте: золотой медали были удостоены главным образом высокопоставленные офицеры, серебряной — остальные военные, а также гражданские лица, которые поддержали короля. Также по случаю событий 21 августа 1772 года некоторые участники получили специальные дорогие памятные перстни.
«Эра свобод» в Швеции окончилась. Государственная пропаганда представляла переворот шведскому и западноевропейскому общественному мнению как антиаристократическую, антиолигархическую «революцию». Однако Густав III не решился на немедленное и полное восстановление абсолютизма. Швеция осталась конституционной монархией с сильной королевской властью: согласно новой форме правления 1772 года король делил законодательную власть с риксдагом.